# Сорокопуд ефіопський
Сорокопуд ефіопський (Lanius dorsalis) — вид горобцеподібних птахів родини сорокопудових (Laniidae).

## Поширення
Вид поширений в Східній Африці. Трапляється в південно-східній частині Південного Судану, південній частині Ефіопії і західній частині Сомалі, Кенії та на півночі Танзанії. Його природним середовищем проживання є сухі відкриті акацієві ліси і зарості чагарників.

## Опис
Птах завдовжки 21 см, вагою 50 г. Лоб, череп, маківка і шия насичено чорні. Спина темно-сіра. Верх крил чорно-коричневий, на крилах є біле дзеркальце. Довгий хвіст чорно-коричневий. Нижня частина тіла чисто біла; нижня сторона крил і хвоста темно-шиферно-сіра. Дзьоб міцний, гачкуватий, чорного кольору. Ноги чорні. Очі червонувато-коричневі.